# Лалу, Виктор
Викто́р Алекса́ндр Фредери́к Лалу́ (фр. Victor Alexandre Frédéric Laloux; 15 ноября 1850 года, Тур — 13 июля 1937 года, Париж) — французский архитектор Прекрасной эпохи, известный постройкой здания Орлеанского вокзала, ныне музея д'Орсэ в Париже. Кавалер Золотой медали Американского института архитектуры (1922).

## Биография
С 1869 года ученик Луи-Жюля Андре́ (Louis-Jules André) в парижской Школе изящных искусств. Его обучение прерывалось франко-прусской войной 1870 года.
В 1878 году удостоился Римской премии. Тема его дипломной работы — «Кафедральный собор». Как лауреат премии, с января 1879 года по 31 декабря 1882 года жил и учился во Французской Академии в Риме. Четвёртый год за границей — учёба в Олимпии, обучение закончилось почётной медалью на Салоне 1885 года в Париже.
В Школе изящных искусств стал правой рукой Л.-Ж. Андре, и, после смерти последнего в 1890 году, его преемником. В 1909 году избран членом Академии изящных искусств. Как практик и педагог, стал одним из виднейших представителей торжества академического стиля Прекрасной эпохи. Принимал участие во многих официальных жюри, председательствовал в архитектурных и артистических обществах (например, «Société des artistes français» и «Taylor Foundation»). Вплоть до 1936 года оставался директором своего ателье, затем передал эстафету ученику и другу Шарлю Лемарескье́ (Charles Lemaresquier).

## Реализованные архитектурные проекты
Сооружения из камня на металлических каркасах:
- мэрии в Рубе и Туре;
- базилика св. Мартина Турского в Туре;
- вокзалы в Туре и Орлеанский (ныне музей д'Орсэ) в Париже;
- Здание банка Credit Lyonnais в Париже;
- здание посольства США, авеню Габриэль в Париже, в сотрудничестве с американским архитектором Уильямом Делано (William Delano);
- памятник погибшим в саду города Безье (1925 год).

## Галерея
- Мэрия города Рубе
- Вокзал города Тур
- Мэрия Тура
- Лестница под стеклянной крышей здания банка LCL в Париже
- Здание банка LCL в Париже